# محطة أتوشا الأولى للطاقة النووية
محطة أتوشا الأولى للطاقة النووية (بالإنجليزي: Atucha I Nuclear Power Plant) أحد محطات توليد الطاقة النووية في الأرجنتين , تقع في مدينة الما وتبعد 100 كلم عن مدينة بوينس أيرس . بدأ تشغيل مفاعل الماء الثقيل المضغوط عام 1974 وهو أول مفاعل نووي في أمريكا اللاتينية .
في عام 2006 تم إيقاف المفاعل بسبب عطل في المبادل الحراري 